# Japan Soccer League 1977
La temporada de 1977 fue la décima edición de la Liga de Fútbol de Japón , el mayor nivel de campeonato de fútbol japonés. La liga sufrió el segundo más importante después del cambio normativo divisionalización 1972 inherente al sistema de puntuación: el equipo ganador obtendría cuatro puntos, mientras que el perdedor cero. En caso de empate de más de noventa minutos, habría penaltis, con el ganador recibiendo dos puntos, mientras que el perdedor solo recibe un punto. Este sistema duraría hasta el Campeonato de 1980 en que se retomaría al sistema tradicional de puntuación.

## Primera División
| Pos | Club              | Pts | W  | PK(W) | PK(L) | L  | GF | GA | GD  | Notes     |
| 1   | Fujita            | 60  | 14 | 1     | 2     | 1  | 64 | 15 | +49 | Campeones |
| 2   | Mitsubishi Motors | 47  | 9  | 4     | 3     | 2  | 34 | 21 | +13 |           |
| 3   | Hitachi           | 46  | 9  | 4     | 2     | 3  | 36 | 25 | +11 |           |
| 4   | Toyo Industries   | 42  | 9  | 2     | 2     | 5  | 38 | 20 | +18 |           |
| 5   | Yanmar Diesel     | 40  | 8  | 3     | 2     | 5  | 39 | 28 | +11 |           |
| 6   | Furukawa Electric | 36  | 8  | 2     | 0     | 8  | 33 | 31 | +2  |           |
| 7   | Nippon Steel      | 22  | 3  | 2     | 6     | 7  | 14 | 29 | -15 |           |
| 8   | Nippon Kokan      | 20  | 3  | 3     | 2     | 10 | 28 | 27 | +1  |           |
| 9   | Fujitsu           | 20  | 3  | 2     | 4     | 9  | 18 | 38 | -20 | Promoción |
| 10  | Toyota Motors     | 4   | 1  | 0     | 0     | 17 | 11 | 81 | -79 | Promoción |

### Promoción
| Primera División | Ida | Vuelta | Segunda División |
| ---------------- | --- | ------ | ---------------- |
| Fujitsu          | 3-1 | 3-0    | Nissan Motors    |
| Toyota Motors    | 0-2 | 0-2    | Yomiuri          |

Yomiuri ascendido, Toyota Motors descendido.

## Segunda División
| Pos | Club                    | Pts | W  | PK(W) | PK(L) | L | GF | GA | GD  | Notes                                      |
| 1   | Yomiuri                 | 47  | 11 | 1     | 1     | 5 | 41 | 19 | +22 | Promoción con Primera División             |
| 2   | Nissan Motors           | 43  | 8  | 4     | 3     | 3 | 23 | 18 | +5  | Promoción con Primera División             |
| 3   | Sumitomo Metal          | 35  | 6  | 4     | 3     | 5 | 33 | 32 | +1  |                                            |
| 4   | Yanmar Club             | 32  | 6  | 4     | 0     | 8 | 25 | 24 | +1  |                                            |
| 5   | Kofu Club               | 32  | 6  | 2     | 4     | 6 | 28 | 28 | 0   |                                            |
| 6   | Kyoto Shiko Club        | 31  | 5  | 4     | 3     | 6 | 26 | 37 | -11 |                                            |
| 7   | Honda                   | 29  | 5  | 3     | 3     | 7 | 25 | 24 | +1  |                                            |
| 8   | Teijin Matsuyama        | 29  | 5  | 3     | 3     | 7 | 24 | 31 | -7  |                                            |
| 9   | Furukawa Electric Chiba | 28  | 5  | 2     | 4     | 7 | 19 | 28 | -9  | Promoción con finalistas de Serie Regional |
| 10  | Tanabe Pharmaceutical   | 27  | 6  | 0     | 3     | 9 | 21 | 24 | -3  | Promoción con finalistas de Serie Regional |

### Promoción
| Segunda División        | Ida        | Vuelta | Serie Regional                   |
| ----------------------- | ---------- | ------ | -------------------------------- |
| Furukawa Electric Chiba | 0-0(PK2-4) | 1-3    | Toshiba Horikawacho (Subcampeón) |
| Tanabe Pharmaceutical   | 3-1        | 0-1    | Yamaha Motors (Campeón)          |

Toshiba ascendido, Furukawa Chiba descendido.